# Tubas (província)
Tubas (em árabe: محافظة طوباس, translit. Muḥāfaẓat Ṭūbās) é uma província do Estado da Palestina localizada no nordeste da Cisjordânia. A capital da província é a cidade de Tubas. De acordo com o Escritório Central de Estatísticas da Palestina, a província de Tubas tinha uma população de 50.267 habitantes em 2007, aumentando para 60.927 em 2017.